# 山田町 (いわき市)
山田町（やまだまち）は、福島県いわき市にある大字である。郵便番号は974-8241。

## 地理
いわき市南部の勿来地区に属する。北で遠野町滝、東で渡辺町上釜戸、江畑町、高倉町、仁井田町、南で錦町、沼部町、南西で川部町、西で田人町旅人、田人町黒田とそれぞれ隣接する。また、河川敷に細長く伸びる仁井田町の区域を挟み西側で中岡町と近接する。概ね勿来市成立以前の石城郡山田村域の内、町村制施行以前の菊多郡富津村を除いた大部分の流れを汲む地域である。二級水系鮫川中下流域左岸部を範囲とし、勿来市街地西端部の平地から鮫川支流の山田川の水源域となる北東部の山間部まで広大な町域を持ちほとんどを山林が占める。南端の平野部のすぐ北側の高台にはいわき大王製紙を中心とした工業団地と住宅地が造成され、のちに南台として分離新設された。植田町内に所在するいわき南警察署及び錦町に所在する勿来消防署がそれぞれ管轄にあたる。

### 河川
- 鮫川
  - 高柴ダム
  - 余木田川
  - 山田川

### 主な字
字
複数の字を持つが、地名の表記に「字」の文字は使用されない。
- 川田
- 中町
- 蛭子原
- 東川原
- 林崎前
- 大津
- 笠榎
- 岩淵
- 井上
- 中江向
- 西ノ内前
- 法田
- 桃木畑
- 細倉

- 滑沢
- 脇ノ田
- 仁井谷
- 明地
- 沢越
- 戸ノ内
- 上野
- 東作
- 滝川
- 後沢
- 岩下
- 水推
- 館下
- 細井

- 余木田
- 塩沢
- 大平
- 古川
- 川原
- 大谷
- 舟木
- 舟板
- 家ノ前
- 堂平
- 平五郎内
- 三洲内
- 石名坊
- 遠木

- 林越
- 道端
- 寺作
- 原前
- 下原前
- 上安行
- 川中子
- 蔵ノ内
- 屋敷
- 毛内
- 和久
- 諏訪
- 塙
- 砂方

- 片岸
- 新谷
- 梅平
- 塙沢
- 住釜
- 谷沼井
- 西山
- 岸ノ内
- 下田中
- 下関場
- 橋本
- 下堀ノ内
- 社岡
- 窪根
- 堀ノ内

## 歴史
- 1870年10月20日 - 泉藩領大津村と林崎村が合併し、大林村が成立する[4]。
- 1879年1月27日 - 棚倉藩領小山田村、上山田村、湯長谷藩領下山田村、井上村、泉藩領大林村が福島県内における郡区町村制の施行により菊多郡の村となる[4]。
- 1889年4月1日 - 町村制の施行により小山田村、上山田村、下山田村、井上村、大林村が富津村と合併し、菊多郡山田村が新たに発足する[4]。
- 1896年4月1日 - 菊多郡と周辺郡との合併により石城郡が発足し、石城郡山田村となる[4]。
- 1955年4月29日 - 山田村が勿来町、川部村、植田町、錦町と合併、勿来市が新たに発足し、勿来市の大字となる[4]。
- 1966年10月1日 - 勿来市が平市・常磐市・内郷市・磐城市、石城郡小川町・遠野町・四倉町・川前村・田人村・好間村・三和村、双葉郡久之浜町・大久村と合併しいわき市となり、いわき市勿来地区の大字となる[4]。
- 1991年 - 1995年にかけて一部が宅地、工業用地造成に伴い南台として分離新設される。[4]。

## 世帯数と人口
2023年10月31日現在の世帯数と人口は以下の通りである。
| 大字   | 世帯数   | 人口   |
| ------ | -------- | ------ |
| 山田町 | 1143世帯 | 2887人 |

## 小・中学校の学区
市立小・中学校に通う場合、学区は以下の通りとなる。
| 番地 | 小学校               | 中学校               |
| ---- | -------------------- | -------------------- |
| 全域 | いわき市立菊田小学校 | いわき市立植田中学校 |

## 交通

### 道路
- 常磐自動車道
- 福島県道20号いわき上三坂小野線
- 福島県道71号勿来浅川線（飛地部（江栗））
- 福島県道105号旅人勿来線

## 施設
- いわき市立菊田小学校
- 山田地域気象観測所（アメダス観測点 勿来山田）